# Parafia św. Małgorzaty Męczennicy w Krasiejowie
Parafia św. Małgorzaty Męczennicy – rzymskokatolicka parafia położona przy ulicy Spórackiej 14 w Krasiejowie. Parafia należy do dekanatu Ozimek w diecezji opolskiej.

## Historia parafii
Parafia została erygowana 6 marca 1867 roku, przez wyłączenie z parafii w  Szczedrzyku.
Proboszczem parafii jest ksiądz Józef Jan Gorka

## Liczebność i zasięg parafii
Parafię zamieszkuje 2547 osób, zasięgiem terytorialnym obejmuje ona miejscowości:
- Krasiejów,
- Krzyżowa Dolina,
- Spórok.

### Inne kościoły i kaplice
- kościół filialny św. Floriana w Spóroku,
- kaplica w klasztorze Sióstr Służebnic NMP Niepokalanie Poczętej.

## Duszpasterze

### Kapłani po 1945 roku
- ks. Roman Skrzypietz,
- ks. Jan Kokoszka,
- ks. Alojzy Malcherek,
- ks. Józef Gorka[2].